# Интернет в Малайзии
С момента создания в 1995 году, интернет в Малайзии является главной платформой для свободного общения и обсуждения, в отличие от жёстко контролируемой медиа-среды Малайзии. По состоянию на 1 квартал 2017 года в Малайзии уровень широкополосного доступа составил 103,6 % (на 100 жителей) и 81,8 % (на 100 семей).

## История
1995 год считается началом эпохи интернета в Малайзии. Рост числа интернет-хостов в Малайзии начался примерно в 1996 году. В этом году также была основана первая в стране поисковая система и веб-портал Cari Internet. Согласно первому интернет-опросу Малайзии, проведённому с октября по ноябрь 1995 года MIMOS и Beta Interactive Services, один из тысячи малайзийцев имел доступ к интернету (20 000 пользователей интернета из 20 миллионов человек). В 1998 году это число выросло до 2,6 % от населения. Общее количество проданных компьютерных единиц составило 467 000 в 1998 году и 701 000 в 2000 году, и продолжило увеличиваться.
В 2005 году National Public Policy Workshop (с англ. — «Национальный семинар по вопросам государственной политики») предложил стратегию по расширению использования информационно-коммуникационных технологий (ИКТ) и интернета. Среди результатов NPPW — высокоскоростная широкополосная инициатива, запущенная в 2010 году. По состоянию на июль 2012 года, количество пользователей интернета в Малайзии достигло 25,3 млн человек. Из этого числа насчитывается 5 миллионов пользователей широкополосного доступа, 2,5 миллиона пользователей беспроводных широкополосных сетей и 10 миллионов абонентов 3G.

## Скорость
По состоянию на 1 квартал 2017 года средняя скорость интернета в Малайзии составляет 8,9 мегабит в секунду (Мбит/с), а также показывает увеличение скорости широкополосной связи на 40 % в годовом исчислении. Малайзия занимает 62 место по всему миру, согласно интернет-отчёту 2017 года от Akamai Technologies. Интернет страны является одним из самых медленных и самых дорогих в мире.
Malaysian Communications and Multimedia Commission устанавливает низкий порог для широкополосной связи. Они определяет широкополосную связь как:
- Любая услуга, выходящая за рамки существующих сетей сотовой сети PSTN/ISDN и 2G
- Связь со скоростью передачи данных, превышающей стандартную скорость (56 Кбит/с для PSTN и 64 Кбит/с для ISDN)

Это определение намного ниже нижнего предела первичной скорости, определенного Международным союзом электросвязи в ITU-R F.1399.